# Othmar Schneider
Othmar Schneider (Lech am Arlberg, 27 augustus 1928 – aldaar, 25 december 2012) was een Oostenrijks alpineskiër. Hij nam deel aan twee Olympische Spelen en won hierbij twee medailles.
Schneider nam tweemaal deel aan de Olympische Winterspelen (in 1952 en 1956) welke tevens golden als de Wereldkampioenschappen alpineskiën. Op de Winterspelen van 1952 won hij de zilveren medaille op de afdaling, en op de slalom werd hij olympisch kampioen en wereldkampioen.
Na zijn skicarrière werd hij actief in de Schietsport waarbij hij op het 41e Wereldkampioenschap in 1974 in de Zwitserse steden Bern en Thun in de discipline vrij pistool de bronzen medaille veroverde, zijn score van 561 is nog steeds het Oostenrijks record.
Hij was daarna skileraar en hoteleigenaar in Lech.

## Kampioenschappen
1948: Edy Reinalter ·
1952: Othmar Schneider ·
1956: Toni Sailer ·
1960: Ernst Hinterseer ·
1964: Josef Stiegler ·
1968: Jean-Claude Killy ·
1972: Francisco Fernández Ochoa ·
1976: Piero Gros ·
1980: Ingemar Stenmark ·
1984: Phil Mahre ·
1988: Alberto Tomba ·
1992: Finn Christian Jagge ·
1994: Thomas Stangassinger ·
1998: Hans Petter Buraas ·
2002: Jean-Pierre Vidal ·
2006: Benjamin Raich ·
2010: Giuliano Razzoli ·
2014: Mario Matt ·
2018: André Myhrer ·
2022: Clément Noël